# 島田警察署
島田警察署（しまだけいさつしょ）は、静岡県島田市にある静岡県警察が管轄する警察署。

## 沿革
- 1954年7月1日 - 静岡県警察が発足し、島田警察署が設置される。

## 組織
- 署長（警視）
  - 副署長 
    - 警務課
    - 会計課
    - 刑事課
    - 生活安全課
    - 地域課
    - 交通課
    - 警備課

## 交番
島田市
- 島田駅前交番
- 稲荷交番
- 金谷交番
- 初倉交番
- 六合交番
- 川根町交番

## 警察官駐在所
島田市
- 金谷駅前駐在所
- 神谷城駐在所
- 伊久美駐在所

 川根本町 
- 本川根駐在所
- 奥泉駐在所
- 徳山駐在所
- 地名駐在所
- 上長尾駐在所